# Michael Boulware
Michael Boulware (Columbia, 17 settembre 1981) è un ex giocatore di football americano statunitense che ha militato nel ruolo di strong safety nella National Football League (NFL).

## Carriera

### Seattle Seahawks
Al college Boulware giocò a football a Florida State. Fu scelto nel corso del secondo giro (53º assoluto) del Draft NFL 2004 dai Seattle Seahawks. Nella sua prima stagione da rookie fece registrare un fumble forzato, un sack, 53 tackle e soprattutto 5 intercetti che rimasero un record di franchigia per un rookie fino ai 6 di Tariq Woolen nel 2022. Nel 2005 si qualificò con i Seahawks per il Super Bowl XL,  dove intercettò un passaggio di Ben Roethlisberger nella sconfitta contro i Pittsburgh Steelers.

### Houston Texans
Il 1º settembre 2007 i Seahawks scambiarono Boulware con gli Houston Texans per l'ex scelta del primo giro Jason Babin.

### Minnesota Vikings
Il 20 marzo 2008 Boulware firmò con i Minnesota Vikings un contratto di un anno.  Il 28 agosto 2008 subì un infortunio a un polso per cui due giorni dopo fu inserito in lista infortunati, dove passò tutta la stagione.

## Palmarès

### Franchigia
- National Football Conference Championship: 1

Seattle Seahawks: 2005

## Vita privata
È figlio dell'ex giocatore della NFL Peter Boulware.